# Recensement de 2011 en Serbie

Logo du recensement de 2011

Le recensement de 2011 en Serbie (en serbe cyrillique : Попис становништва 2011. у Србији ; en serbe latin : Popis stanovništva 2011. u Srbiji) est le premier recensement de la république de Serbie depuis son indépendance de 2006. Originellement prévu pour avril 2011, il a été retardé à cause d'un manque de fonds et s'est finalement tenu du 1er au 15 octobre 2011 et s'est prolongé jusqu'au 18 octobre dans les villes de Belgrade, Kragujevac, Niš et Novi Sad et jusqu'au 20 octobre dans certaines autres grandes villes et municipalités du pays.

## Déroulement
Le recensement s'est déroulé en six phases : la préparation du recensement, le recensement proprement dit, le traitement des données, la création d'une base de données, la diffusion des données et l'analyse des résultats.
Le Conseil national bosniaque (en serbe : Bošnjačko nacionalno vijeće) a encouragé les Bosniaques de Serbie à boycotter le recensement, en alléguant qu'il était en contradiction avec la Constitution serbe de 2006 parce qu'il était rédigé seulement en cyrillique et en langue serbe ; en revanche, cet appel n'a pas vraiment été suivi. Le Conseil national albanais (Nacionalno veće Albanaca) a lui aussi appelé au boycott ; la consigne a été massivement suivie dans les municipalités de Bujanovac et Preševo et, dans une moindre mesure dans celle de Medveđa.

## Résultats
Conformément à l'article 33 de la « loi sur le recensement de la population, des ménages et des logements » (en serbe : Zakona o popisu stanovništva, domaćinstava i stanova ; Službeni glasnik RS, br. 104/09 i 24/11), l'Institut de statistique de la république de Serbie a publié les résultats préliminaires du recensement, qui seront sujets à des modifications au cours du traitement statistique des données ; les résultats définitifs seront communiqués de mi-2012 à fin 2013. Ces premiers résultats ont été publiés le 15 novembre 2011 ; ils intègrent notamment les déplacés internes venus du Kosovo-et-Métochie.
|                               | Population en 2002 | Population en 2011 | Évolution | À l'étranger | Ménages   | Logements |
| ----------------------------- | ------------------ | ------------------ | --------- | ------------ | --------- | --------- |
| République de Serbie          | 7 498 001          | 7 120 666          | −377 335  | 294 045      | 2 497 187 | 3 243 587 |
| Ville de Belgrade             | 1 576 124          | 1 639 121          | 62 997    | 41 719       | 604 134   | 739 630   |
| Voïvodine                     | 2 031 992          | 1 916 889          | −115 103  | 46 031       | 697 437   | 852 229   |
| Šumadija et Serbie de l'ouest | 2 136 881          | 2 013 388          | −123 493  | 98 274       | 665 878   | 902 997   |
| Serbie du sud et de l'est     | 1 753 004          | 1 551 268          | −201 736  | 108 021      | 529 738   | 748 731   |

## Premières analyses
Avec une population de 7 120 666, la Serbie a perdu environ 5 % de sa population par rapport au recensement de 2002 ; mais, selon Dragan Vukmirović, le directeur de l'Institut de statistique de la république de Serbie, cette chute, qui est à minimiser en raison du boycott des populations albanaises de la vallée de Preševo, est due en partie à une forte émigration. Les régions les plus rurales ont connu une importante dépopulation au profit des grands centres urbains, notamment Belgrade, Novi Sad et Novi Pazar.